# POPi
Le POPi (pour Produit d'Oxydation du phloridzine, incolore) est une quinone issue, comme son nom l'indique, de la transformation enzymatique du phloridzine, un composé phénolique contenu dans les fruits. Ce composé fait partie d'une chaine de réaction qui mène à la formation de POPj, de couleur jaune, conférant aux fruits coupés, avec d'autres composés, leurs teintes sombres.